# Прохорово (Челябинская область)
Про́хорово — деревня в Сосновском районе Челябинской области. Входит в состав Долгодеревенского сельского поселения.

## География
Деревня расположена на берегу реки Миасс. Расстояние до районного центра, села Долгодеревенского, 13 км.

## Население
| 2002 | 2010 |
| ---- | ---- |
| 373  | ↗387 |

По данным Всероссийской переписи, в 2010 году численность населения деревни составляла 387 человек (194 мужчины и 193 женщины).

## Улицы
Уличная сеть деревни состоит из 5 улиц и 2 переулков.